# Dénesfa
Dénesfa község Győr-Sopron-Moson vármegyében, a Kapuvári járásban.

## Fekvése
Magyarország északnyugati részén, a Kisalföldön, azon belül Rábaköz tájegység délnyugati sarkában helyezkedik el, a Répce-síkságon, Vas vármegye határa közelében. Éghajlata a táj jellegének megfelelő, a Répce mellett különleges mikroklíma alakult ki, ahol az örökzöldek is otthonosak. A Répce egykori árterén, a község belterületén, a 18. század utolsó harmadában kezdték kialakítani a már védett parkot.
Szomszédai: észak felől Cirák, északkelet felől Beled, dél felől Csánig, délnyugat felől Répceszemere, nyugat felől pedig Iván. Külterületei északnyugati irányban több mint 7 kilométerre elnyúlnak a község központjától, így abban az irányban határos még az amúgy távol eső Pusztacsalád, Csapod, Himod és Gyóró településekkel is.

### Megközelítése
Központján keresztülhalad a Ciráktól Zsiráig vezető 8614-es út, ezen érhető el a környező települések felől. Külterületeit érinti még a 8612-es, a 8615-ös és a 8618-as út is. A 86-os főúttól 8, a 85-ös főúttól 18 kilométerre fekszik.
Vasútvonal nem érinti, de a közelében húzódik a Hegyeshalom–Porpác-vasútvonal, amelynek Dénesfa nevű megállóhelye is van, a község központjától alig több, mint két kilométerre délkeletre, Csánig község közigazgatási területén.

## Története
A hagyomány szerint a cseh II. Ottokár ellen vonuló IV. Béla seregében harcolt Vezekényi Zyriacus leszármazottja, Vezekényi Dénes, aki a királyt védve súlyosan megsebesült. Ezért 1265-ben a királyi erdőőrök Szemere melletti, Székás nevű birtokából öt jobbágytelekre való földet adományozott neki a király. E területet róla nevezték el Dénesfalvának.
1401-ben árvíz pusztította a területet. Első írásos említése 1406-ból való Dyenesfalue alakban. A 16–17. században Tótfalu néven is említették. Középkori birtokosai a Dienesfalvyak voltak, majd a 16. század elején a később utód nélkül elhalt Dienesfalvy Tamás és unokaöccse, Benedek, majd ennek fia, Tamás birtoka lett. Ez utóbbi Tamás is magtalanul halt el, és a Dienesfalvy-örökségre 1576-ban Nádasdy Kristóf és Poltran Balázs Vas vármegyei nótárius szerzett adományt. A Cziráky család is birtokos ekkor a községben, bár a birtok annyira kicsi, hogy jobbágytalan nemesi helynek számít és az adólajstromok sem említik. A 16. század nyolcvanas éveiben – talán a Répce állandó áradásai miatt – lakói annyira elszegényedtek, hogy birtokállományuk nem érte el a jobbágykapu negyedrészének nagyságát, ezért adózás szempontjából a megyei taksát fizető zsellérközségek közé kellett felvenni. 1600-ban árvíz miatt teljesen lakatlan, a vetéseket is tönkretette az áradás, s a 17. században lakossága is csökkent.

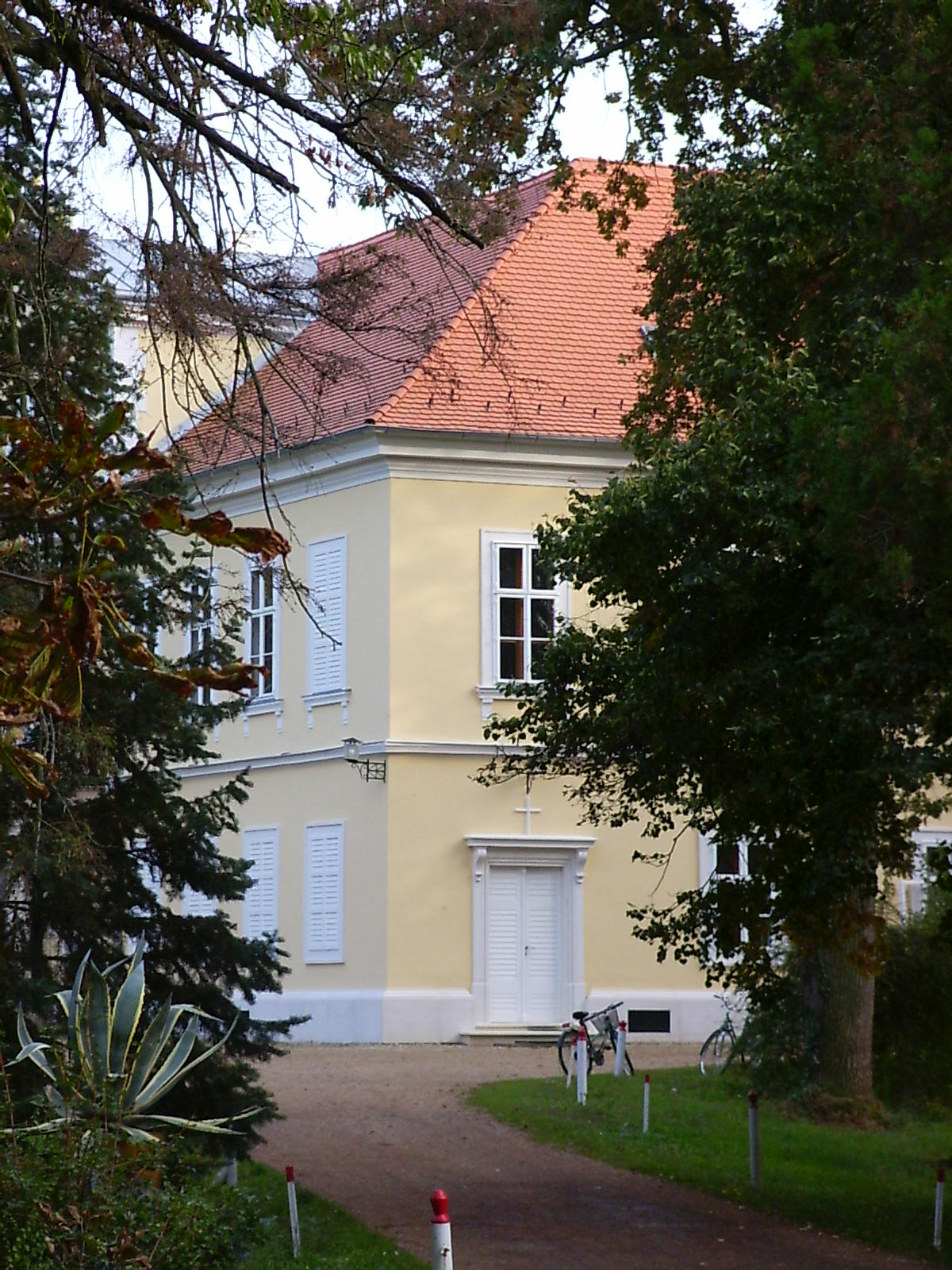
A Cziráky-kastély

Cziráky Mózes látványosan gyarapította birtokait, és a IV. Béla korabeli kastély helyén 1610-ben felépítette a ma is látható egyemeletes kastélyt. 1620-ban II. Ferdinánd bárói rangra emelte a családot. A Czirákyak birtokolta major a 17. században is működött. Báró Cziráky László a kurucvilág kezdetén, 1703-ban idegeneknek zálogosította el a községet, és csak hat évtized múltán került vissza a család tulajdonába. Az első zálogbirtokos Zellinger Mátyás volt. Cziráky László, a nagy birtokszervező váltotta vissza Dénesfát – a falut, a kastélyt és majorüzemet – a bérlőktől.
A kuruc kor pusztítása, a bérlők és a zálogbirtokosok nemtörődömsége kipusztította Dénesfa korábbi magyar lakosságát annyira, hogy a 18. század elején német nemzetiségű családokat telepítettek be, valószínűleg Zellinger és Schmidlin báró idejében. Az 1728. évi névsor – a 17. században is Dénesfán élő Gyűrű, Győrvári és Molnár családokon kívül – csupa német nevet tüntet fel. Ez a betelepített német lakosság nem bizonyult sem állandónak, sem szívósnak, öt évtized múltán egyetlen idegen nevet sem találunk már Dénesfán, a németség legnagyobb része elvándorolt vagy beolvadt a magyarságba.
Egy 1782-ből származó iraton láthatjuk első ismert pecsétjét. Ezen élével lefelé fordított, jobbra néző ekevas látható, alatta szárukkal alul összefonódó búzakalászok. Az ekevas felett felirat olvasható: DÉNESF. 1767-ben itt is megtörtént az úrbérrendezés. A 18. században a földet kétnyomásos rendszerben művelték, majd a 19. századtól kezdték minden évben bevetni az egész határt. A tagosítás 1854-ben történt. 1900-ban ismét árvíz nehezítette meg a lakosság életét. A helyzet csak 1908 után változott, amikor is megalakult a Rába-szabályozó Társulat.
Az 1919-es tanácsköztársaság idején itt is megalakult a direktórium, Kégli János vezetésével. 1921. október 20-án a Zürichből visszatérő IV. Károly repülőgépe a település határában landolt. 1945-ben, a második világháborút követően a földosztó bizottság 107 igénylő között 546 kataszteri hold földet osztott ki. 1959-ben megalakult a Kossuth Tsz, majd 1963-ban egyesült a beledi Előre Termelőszövetkezettel. 1970-ben megszűnt az önálló tanács, a falut közigazgatásilag Beledhez csatolták. 1972-ben megszüntették az önálló iskolát is, a gyermekek ezt követően Cirákra jártak iskolába. 1989-ben elkészült a vezetékes ivóvízhálózat. Az 1990. évi önkormányzati választások után a falu ismét önálló lett, kialakították a körjegyzőséget. 1991-ben beindult az alsó tagozatos iskola, 1994-ben a földgázvezeték és a telefonhálózat készült el. 1992–1997 között út- és járdaépítések, intézményi felújítások kerültek sorra. Napjainkban osztrák, német, erdélyi családok vásároltak meg üresen álló házakat a fejlődő településen.

## Közélete

### Polgármesterei
- 1990–1994: Csüri László (független)[3]
- 1994–1998: Homlok Tibor (független)[4]
- 1998–2002: Homlok Tibor (független)[5]
- 2002–2006: Takács Lajos (független)[6]
- 2006–2010: Takács Lajos Zoltán (független)[7]
- 2010–2014: Takács Lajos Zoltán (független)[8]
- 2014–2019: Takács Lajos Zoltán (független)[9]
- 2019–2024: Takács Lajos (független)[10]
- 2024– : Takács Lajos (független)[1]

## Népesség
A település népességének változása:
| Lakosok száma | 355  | 369  | 362  | 331  | 442  | 396  | 397  |
|               | 2013 | 2014 | 2015 | 2021 | 2022 | 2023 | 2024 |

A 2011-es népszámlálás során a lakosok 77,3%-a magyarnak, 0,2% cigánynak, 3,3% németnek mondta magát (21,6% nem nyilatkozott; a kettős identitások miatt a végösszeg nagyobb lehet 100%-nál). A vallási megoszlás a következő volt: római katolikus 66,9%, református 0,4%, evangélikus 3,3%, felekezeten kívüli 5,3% (23,2% nem nyilatkozott).
2022-ben a lakosság 93,9%-a vallotta magát magyarnak, 0,9% németnek, 0,2% bolgárnak, 0,2% románnak, 0,2% egyéb, nem hazai nemzetiségűnek (5,4% nem nyilatkozott; a kettős identitások miatt a végösszeg nagyobb lehet 100%-nál). Vallásuk szerint 38% volt római katolikus, 1,1% református, 0,5% evangélikus, 0,5% görög katolikus, 0,5% egyéb katolikus, 15,6% felekezeten kívüli (43,9% nem válaszolt).

## Látnivalók
A község történelme és természeti környezete a turizmus fellendítésére alkalmas tényező lehet.
- A Cziráky-kastély és parkja a Répce árterében fekszik, ezért már a kastély építése előtt kialakították a védőgátat, amely a gyakori áradástól mentesítette a területet. A Cziráky-kastélyt a családi hagyomány szerint az 1627-ben elhalt Cziráky Mózes építtette. Eredetileg valószínűleg vízi vár lehetett négyszögletes udvarral. A finom vonalú, toszkán oszlopos erkéllyel és timpanonnal díszített klasszicista kastély feltehetően 1825–1830 között, Hild József tervei nyomán nyerte el mai formáját.
- A kastély parkját egyben természetvédelmi terület is, amelyet gazdái ártéri ligeterdőből messze földön híres angolparkká formálták. A park kialakítása az 1840-es években kezdődött a tölgy-kőris-szil ligeterdők legszebb egyedeinek meghagyásával. Ekkor épülhetett a park tava is, amelyet a Répcéből tápláltak mesterséges csatornán. A nagyobb ültetések 1910 táján befejeződtek, ezután már csak kisebb cserjetelepítés volt. A kert angolparkjellege ma is jól látható – a nagy tisztásokról szép rálátás nyílik a kastélyra és az egyes kiemelkedő fákra. Faállománya igen gazdag, 41 fenyő-, 128 lombos és cserjefaj díszíti, köztük az utóbbi évtizedek fiatal telepítései is. Az öreg parkban nem ritkák 350-400 éves tölgyfa-matuzsálemek, a malomárok mellett pedig az 1700-as évekből származó mocsárciprusok magasodnak. Fenyőik közül a mamutfenyő a legnagyobb 115 cm-es átmérővel, de alig kisebb a hosszútűs fenyő, és hasonlóan nagyok a tó körüli mocsári fenyők. A kastély halastavában és a kavicsbánya tavaiban kiváló horgászási lehetőség biztosított. Említést érdemel a 18. századi késő barokk sírkő a parkban, amelyet II. világháborús emlékművé alakítottak.
- A Cirák és Dénesfa között álló Király-kápolna a trónfosztott és Svájcba űzött IV. Károly másodszori visszatérésének emlékét őrzi. Az 1921. október 20-án Svájcból indított akció, melynek célja az volt, hogy a magyar királypártiak – köztük a falu akkori birtokosa – segítségével Károly ismét visszaszerezze a trónt, négy és fél órás repülőút után itt ért véget. Károly útja innen madeirai száműzetésbe vezetett, a repülőgépből múzeumi tárgy lett, ott pedig, ahol a gép leszállt, kápolnát emeltek az utolsó magyar király visszatérésének emlékére. A kápolna Dénesfa északi határától nem messze, de már ciráki területen található, a 8614-es út és a Répce között.
- Az 1977 óta védett fás legelő helyén 1851-ben Fényes Elek szerint 174 hektárnyi legelő terült el, az egész akkori községhatár egynegyede. Legeltetésre alkalmassá tétele előtt a terület faállománya a Répce árterének keményfa ligeterdeje volt (tölgy, kőris, szil), ma is leggyakoribbak az öreg kocsányos tölgyek, a legidősebbek közülük 300-350 évesek lehetnek, csúcsszáradtak, 20–25 méter magasak, törzskerületük elérheti a 620 cm-t is. A fehér gólya itt még a fákon is fészkel. Az üde, félnedves-nedves, fás legelőt ma is használják.